# واخاو (زاکسونی)
واخاو (به آلمانی: Wachau) یک شهر در آلمان است که در باوتسن واقع شده‌است. واخاو ۴٬۵۱۱ نفر جمعیت دارد.